# チェナー

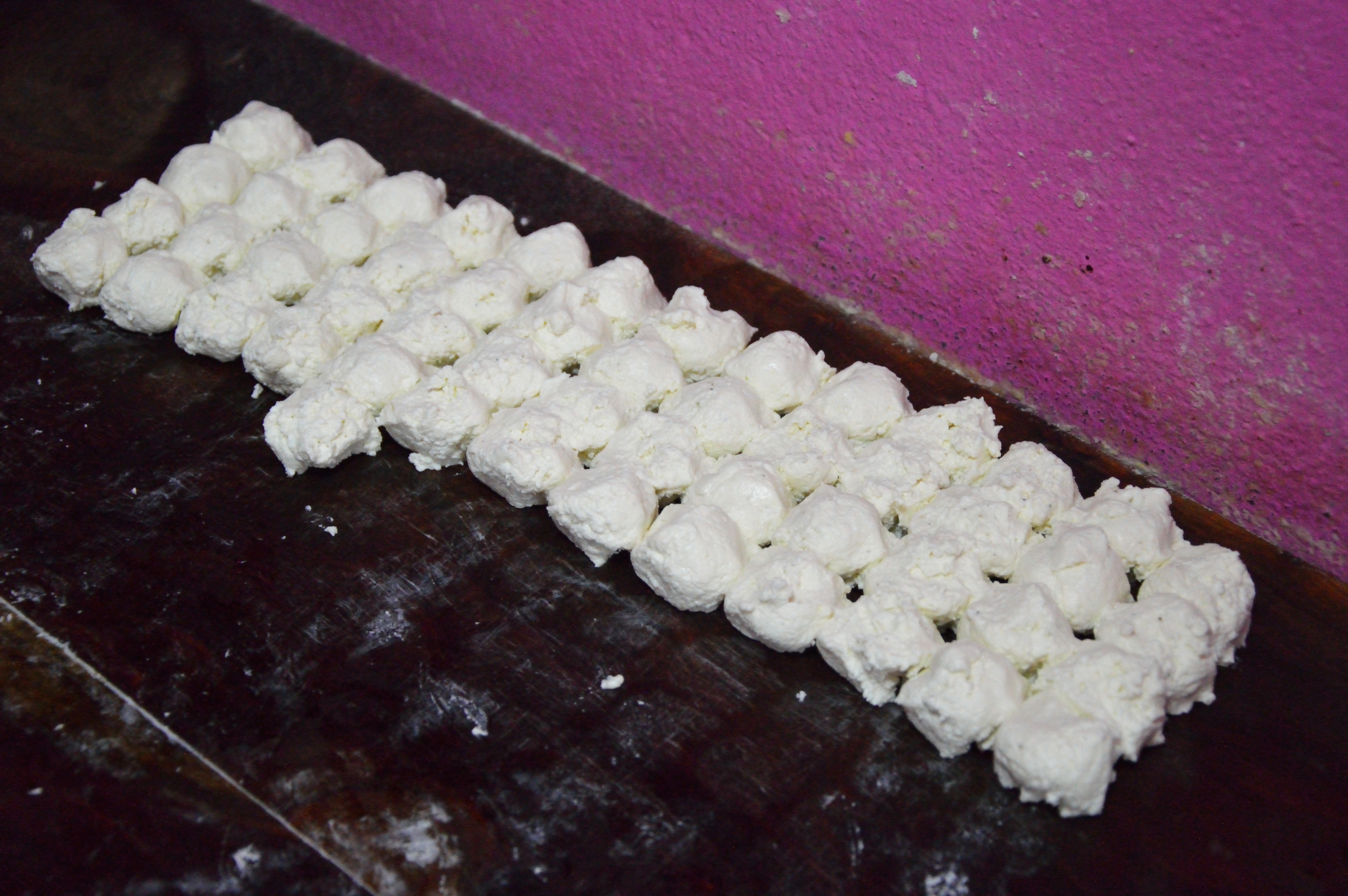
ラスグッラの準備で丸めたチェナー ミドナープルにて撮影

チェナー（ネパール語: छेना ヒンディー語: छेना, Chhena）は、インドのフレッシュチーズ。凝固させる原理は、日本の牛乳豆腐と同じである。

## 概要
ドゥード（dudh）と呼ばれる牛乳または水牛乳の原料乳を加熱して沸騰させ、タータデー（tatadee）と呼ばれる凝固剤を加える。タータデーは、水2Lに酢酸の粉末15gを溶かしてホエイと1:1で混ぜて作るが、かつてはライムの果汁を使っていた。タータデーを加えた直後から凝固が始まるので、１分後には布に注ぎ出す。得られた凝固物を布で包み、体重をかけて人力で脱水するとチェナーの完成となる。
チェナーはそのまま食用とすることはなく、乳菓の材料とされる。成形してチャーサニーと呼ばれる砂糖水の中で煮る事が多く、クルマー、ラスグッラ、ラス・マライなどが作られる。形状やトッピングにより、50種類ほどのバリエーションがあるという。

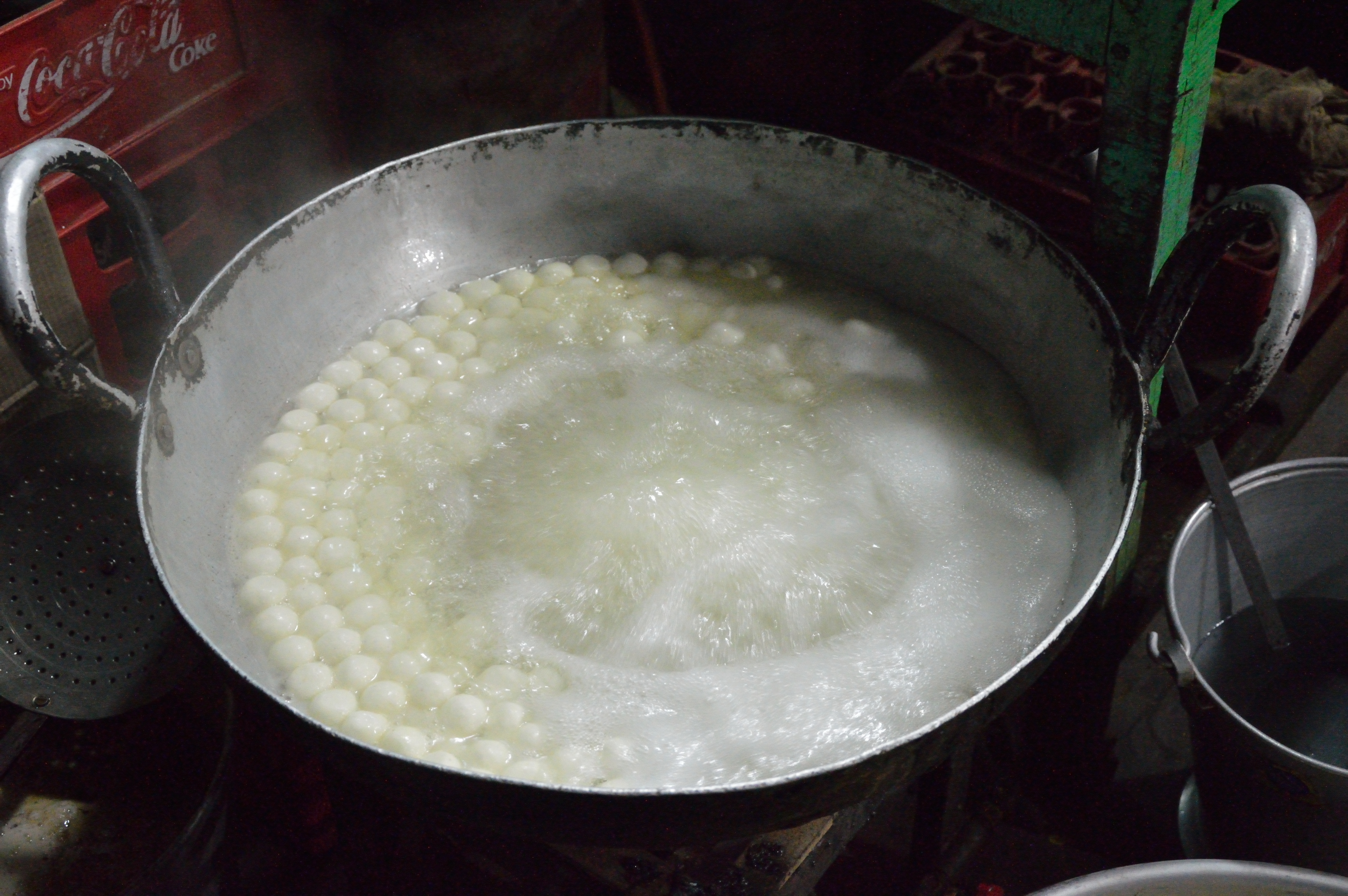
砂糖水でチェナーを煮る
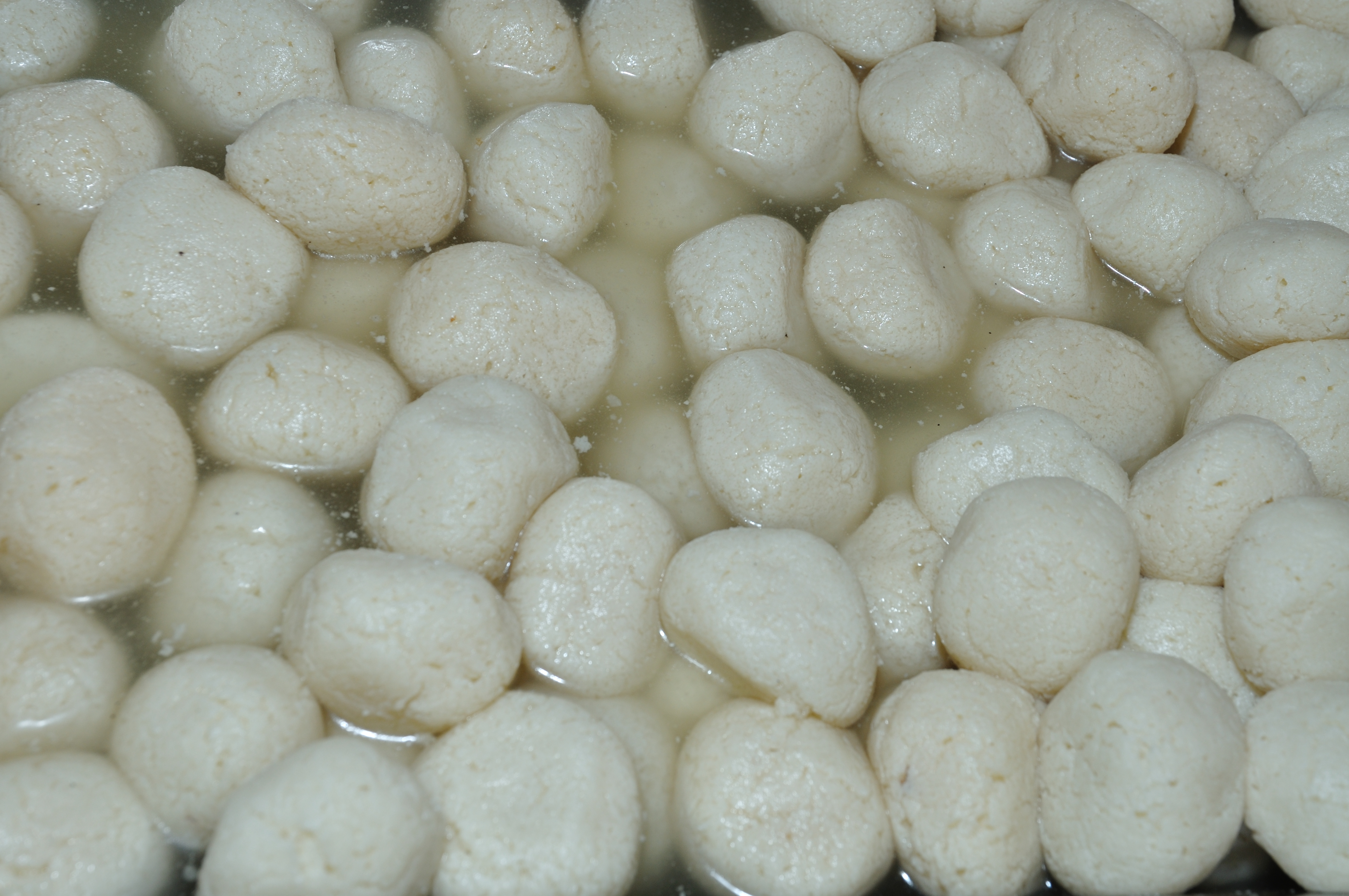
ラスゴッラ
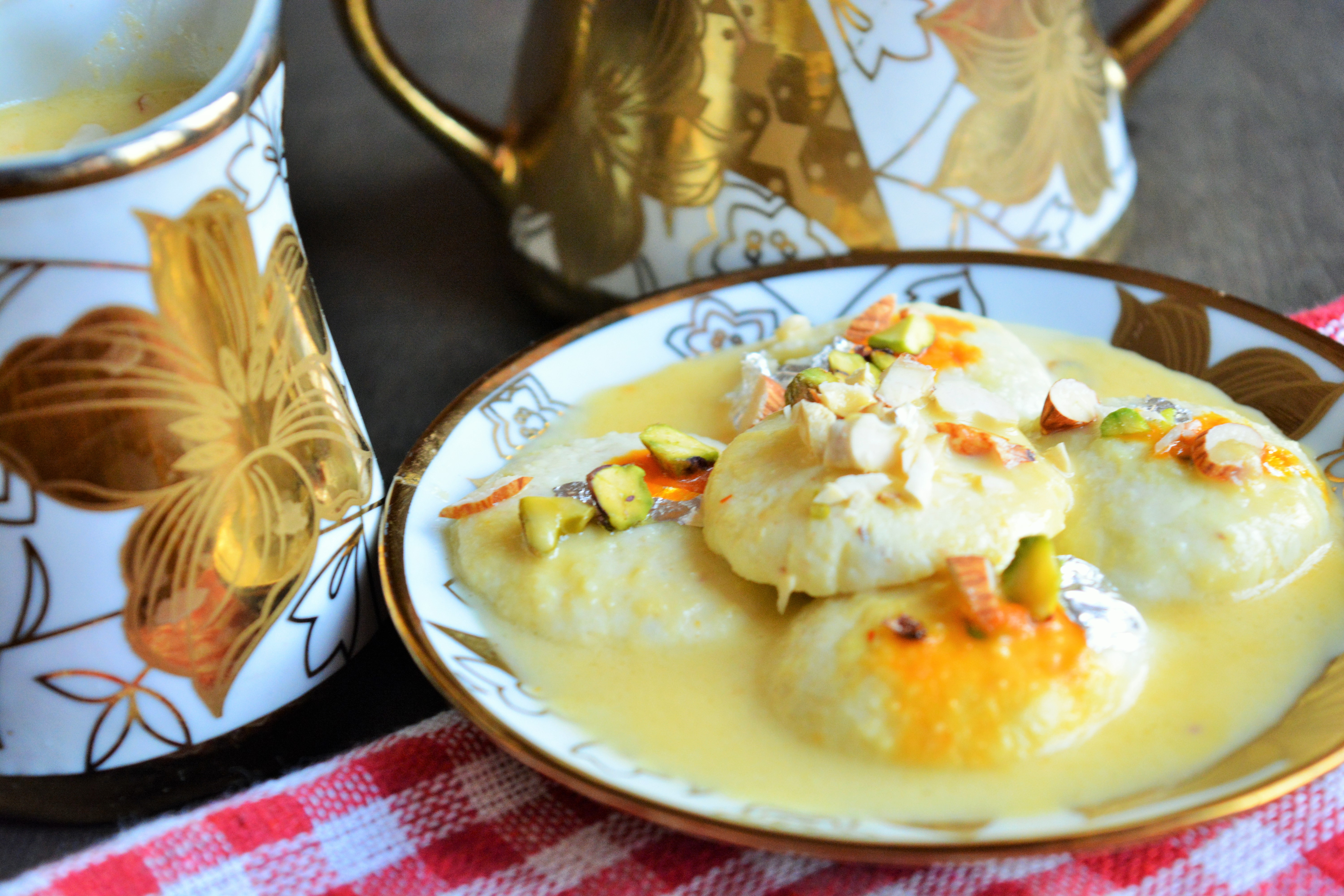
ドライフルーツを乗せたラス・マライ